# Casus foederis
Casus foederis на латински е повод за намеса във война, правно основан на съюзнически задължения по международен договор.